# يوليوس إنغرام
يوليوس إنغرام هو سياسي أمريكي، ولد في 31 مايو 1832 في مقاطعة ساراتوغا في الولايات المتحدة، وتوفي في 13 مايو 1917. نشط حزبياً في الحزب الجمهوري. وقد انتخب عضو جمعية ولاية ويسكونسن ‏.